# Kampil (ort i Indien)
Kampil är en ort i Indien.   Den ligger i distriktet Farrukhābād och delstaten Uttar Pradesh, i den norra delen av landet, 230 km sydost om huvudstaden New Delhi. Kampil ligger 161 meter över havet och antalet invånare är 9 200.
Terrängen runt Kampil är mycket platt. Runt Kampil är det tätbefolkat, med 636 invånare per kvadratkilometer. Närmaste större samhälle är Kaimganj, 8,6 km sydost om Kampil. Trakten runt Kampil består till största delen av jordbruksmark.